# Wasserwerfer 10000
De Wasserwerfer 10000 of WaWe 10, letterlijk vertaald 'Waterwerper 10000', is een waterkanon dat wordt gebruikt voor oproerbeheersing, ontwikkeld door Rosenbauer op het Mercedes-Benz Actros- chassis voor de Duitse Federale Politie. Genoemd naar zijn 10.000 liter watercapaciteit, is het de opvolger van de Wasserwerfer 9000 uit de jaren 80.

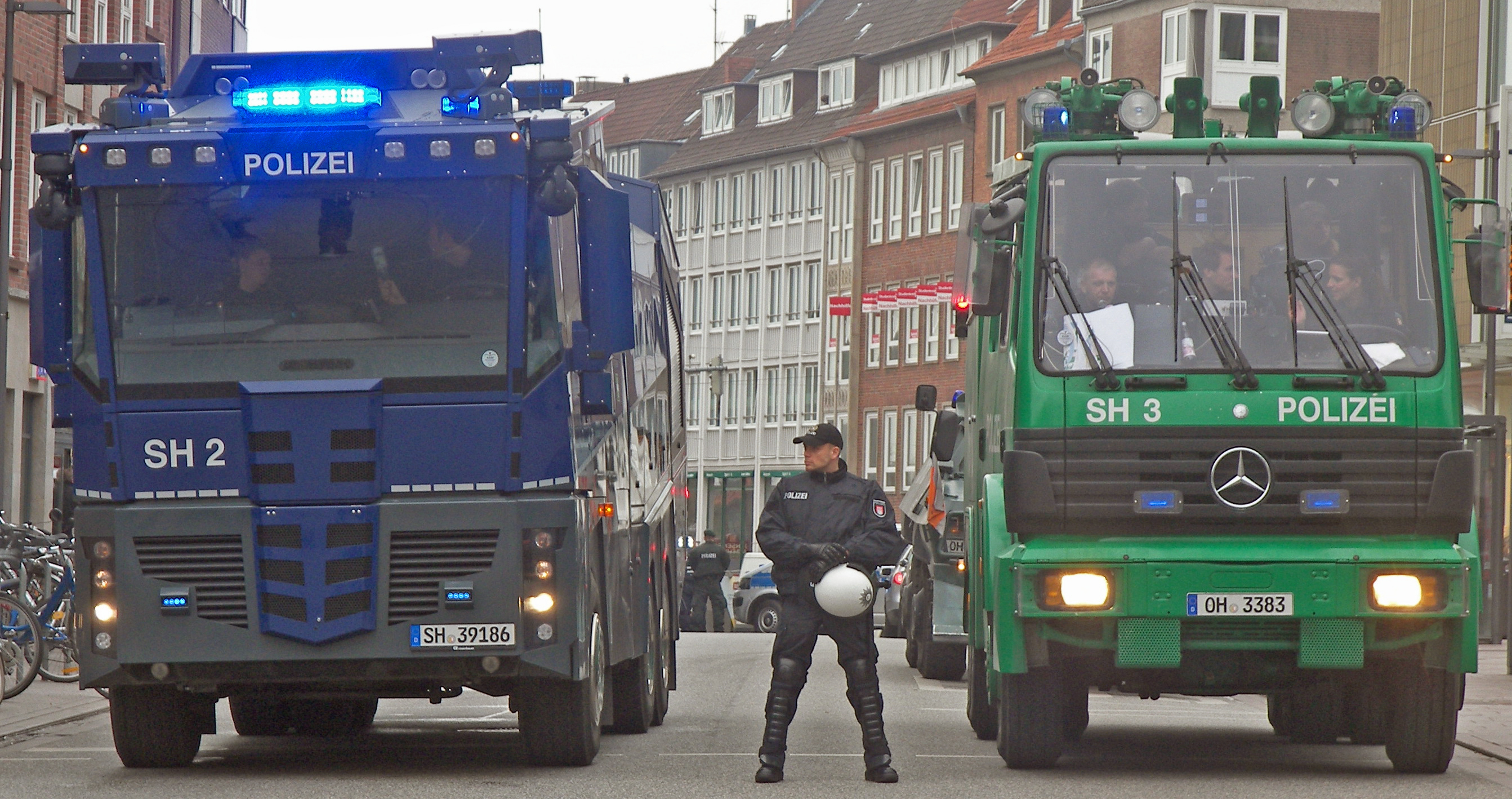
De Wasserwerfer 10000 (links) afgebeeld naast zijn voorganger, de Wasserwerfer 9000. (rechts)

Het eerste prototype van de Wasserwerfer 10000 werd in 2009 overgedragen aan het Duitse ministerie van Binnenlandse Zaken, en de eerste productievoorbeelden werden tussen 2010 en 2011 geleverd aan de staatspolitie in Hamburg, Berlijn, Saksen, Noord-Rijnland-Westfalen en Baden-Württemberg. De Wasserwerfer 10000 is gebouwd op het Mercedes-Benz Actros 3341 drieassige vrachtwagenchassis met een gepantserd hoekig lichaam, waardoor relschoppers niet op het dak kunnen klimmen. Het waterkanon is uitgerust met een onbreekbare voorruit van polycarbonaat. Op het dak zijn drie sproeikoppen geplaatst, voorzien van geïntegreerde televisiecamera's. Twee van de sproeikoppen zitten aan de voorkant en één aan de achterkant van de truck. Ze kunnen van binnenuit met joysticks worden aangestuurd. Het voertuig wordt bestuurd door een bemanning van vijf politieagenten.

## Inzet in Nederland
In Nederland is het voertuig diverse malen (in bruikleen van de Duitse Politie) ingezet bij demonstraties van milieubeweging Extinction Rebellion Nederland, zoals bij de A12-blokkades.